# Marjetica
Marjetica je žensko ime. 
.

## Izvor imena
Ime Marjetica je različica ženskega osebnega imena Marjeta.

## Pogostost imena
Po podatkih Statističnega urada Republike Slovenije je bilo na dan 31. decembra 2007 v Sloveniji število ženskih oseb z imenom Marjetica: 368.

## Osebni praznik
Osebe z imenom Marjetica lahko godujejo takrat kot osebe z imenom Marjeta.